# Daydream Syndrome
「Daydream Syndrome」（デイドリーム・シンドローム）は、藤原鞠菜のシングル。2011年1月26日にポニーキャニオンから発売された。

## 解説
表題曲「Daydream Syndrome」は、テレビアニメ『夢喰いメリー』のオープニングテーマとして使用されており、事前にIOSYSのメンバー全員が楽曲制作をし、コンペで一番評価の良かったvoidのものが採用された。voidは原作を読んだ後に作詞・作曲を行い、声が特徴的で恰好良い藤原にボーカルを依頼した。これまでかわいい系の曲を担当してきた藤原にとって、ロックチューンの楽曲を歌うのは初めてとなる。

## 収録曲
1. Daydream Syndrome [3:55]
作詞・作曲・編曲：void（IOSYS）
2. 月の見えない夜に [4:16]
作詞：夕野ヨシミ（IOSYS）、作曲・編曲：void
3. Daydream Syndrome（Instrumental）
4. 月の見えない夜に（Instrumental）